# Pete Docter

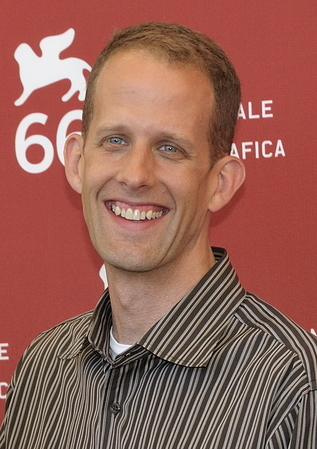
Pete Docter bei den Filmfestspielen von Venedig, 2009

Peter „Pete“ Hans Docter (* 10. August 1968 in Bloomington, Minnesota) ist ein US-amerikanischer Filmregisseur und Drehbuchautor sowie Animator für die Pixar Animation Studios.

## Leben
Der Sohn einer Musiklehrerin und eines Chorleiters wuchs mit zwei Schwestern auf. Während sich seine Geschwister ebenfalls der Musik widmeten, erstellte Docter bereits im Alter von acht Jahren erste eigene Daumenkinos. Er galt als introvertiert, besuchte die John F. Kennedy High School in Bloomington und studierte danach Philosophie und Kunst an der University of Minnesota. Nach einem Jahr wechselte er auf das California Institute of the Arts (CalArts), wo er das College-Programm für Character animation besuchte.
Ab Ende der 1980er Jahre widmete sich Docter mit Next Door, Palm Springs und Winter ersten eigenen animierten Kurzfilmen. Erstgenannter Film brachte ihm 1990 den Student Academy Award ein. Der Bewunderer von Friz Freleng und Walt Disney arbeitete nach seinem College-Abschluss für Disney, Reelworks, Bajus-Jones Film Corporation und Bob Rogers & Company. Großen Erfolg brachte ihm seine Arbeit als Drehbuchautor und Animator bei den Pixar Animation Studios ein, zu dessen ersten Angestellten er gehörte. Nach den Drehbüchern zu Toy Story (1995) und Toy Story 2 (1999), die in Zusammenarbeit mit John Lasseter, Andrew Stanton und Lee Unkrich entstanden, führte Docter Regie und schrieb das Drehbuch für seinen ersten animierten Spielfilm, Die Monster AG (2001). Die Geschichte um zwei sympathische Ungeheuer, die in einer Fabrik regelmäßig durch Türen in die Welt der Menschen steigen, um Kinder zu erschrecken, wurde 2002 für vier Oscars nominiert, darunter Docter gemeinsam mit John Lasseter in der Kategorie Bester animierter Spielfilm.
Nach Die Monster AG führte Docter Regie bei dem Oscar-nominierten Kurzfilm Mikes neues Auto (2002), der auf die beiden Hauptfiguren seines Erfolgsfilms zurückgriff. Eine weitere Nominierung erhielt er gemeinsam mit Andrew Stanton und Jim Reardon für das Filmskript zu Stantons animiertem Spielfilm WALL·E – Der Letzte räumt die Erde auf (2008). Sein bisher größter Erfolg als Regisseur war 2009 der Animationsfilm Oben, an dem er fünf Jahre gearbeitet hatte. Die 175 Mio. US-Dollar teure Produktion um einen alten, einsamen Witwer, der sein Haus mittels Luftballons in ein Luftschiff verwandelt und Richtung Amazonas aufbricht, eröffnete als erster Animationsfilm die Internationalen Filmfestspiele von Cannes. Oben brachte Docter großes Lob seitens der Kritiker ein, die den Film als „herzzerreißendes, bildgewaltiges und höchst kurzweiliges Pixar-Märchen“ priesen, der den Hoffnungsträger 3D-Technik als filmisches Mittel unter vielen etablieren könne. Docter, der einmal mehr auch für die Drehbuchvorlage verantwortlich gezeichnet hatte, gewann unter anderem den Animationsfilmpreis Annie, den British Academy Film Award und den Golden Globe Award. 2010 wurde der Film für fünf Oscars nominiert und errang als erster Animationsfilm seit 1992 eine Nominierung in der Kategorie Bester Film. Docter gewann den Preis für den besten Animationsfilm.
Für den 2015 bei den Filmfestspielen von Cannes vorgestellten Pixar-Film Alles steht Kopf schrieb Docter gemeinsam mit Ronnie del Carmen das Drehbuch, die beiden führten zudem zusammen Regie.

### Privatleben
Pete Docter ist verheiratet und Vater zweier Kinder. Seine Tochter Elie betraute er in Oben mit einer Sprechrolle als junge Ellie. Mehrfach lieh er Figuren aus Pixar-Filmen selbst seine Stimme. 2009 erhielt er gemeinsam mit seinen Pixar-Kollegen Brad Bird, John Lasseter, Andrew Stanton und Lee Unkrich den Goldenen Löwen der Internationalen Filmfestspiele von Venedig für sein Lebenswerk.

## Filmografie (Auswahl)
- 1988: Winter (Kurzfilm) – Regie und Drehbuch
- 1995: Toy Story – Drehbuch und Chefanimator
- 1999: Toy Story 2 – Drehbuch
- 2001: Die Monster AG (Monsters, Inc.) – Regie und Drehbuch
- 2002: Mikes neues Auto (Mike’s New Car) (Kurzfilm) – Regie und Drehbuch
- 2008: WALL·E – Der Letzte räumt die Erde auf (WALL·E) – Drehbuch
- 2009: Oben (Up) – Regie und Drehbuch, Stimme von Kevin
- 2015: Alles steht Kopf (Inside Out) – Regie und Drehbuch, Stimme von Dads Wut
- 2020: Soul – Regie und Drehbuch
- 2022: Lightyear
- 2024: Alles steht Kopf 2 (Inside Out 2) – Stimme von Dads Wut

## Auszeichnungen
Oscar

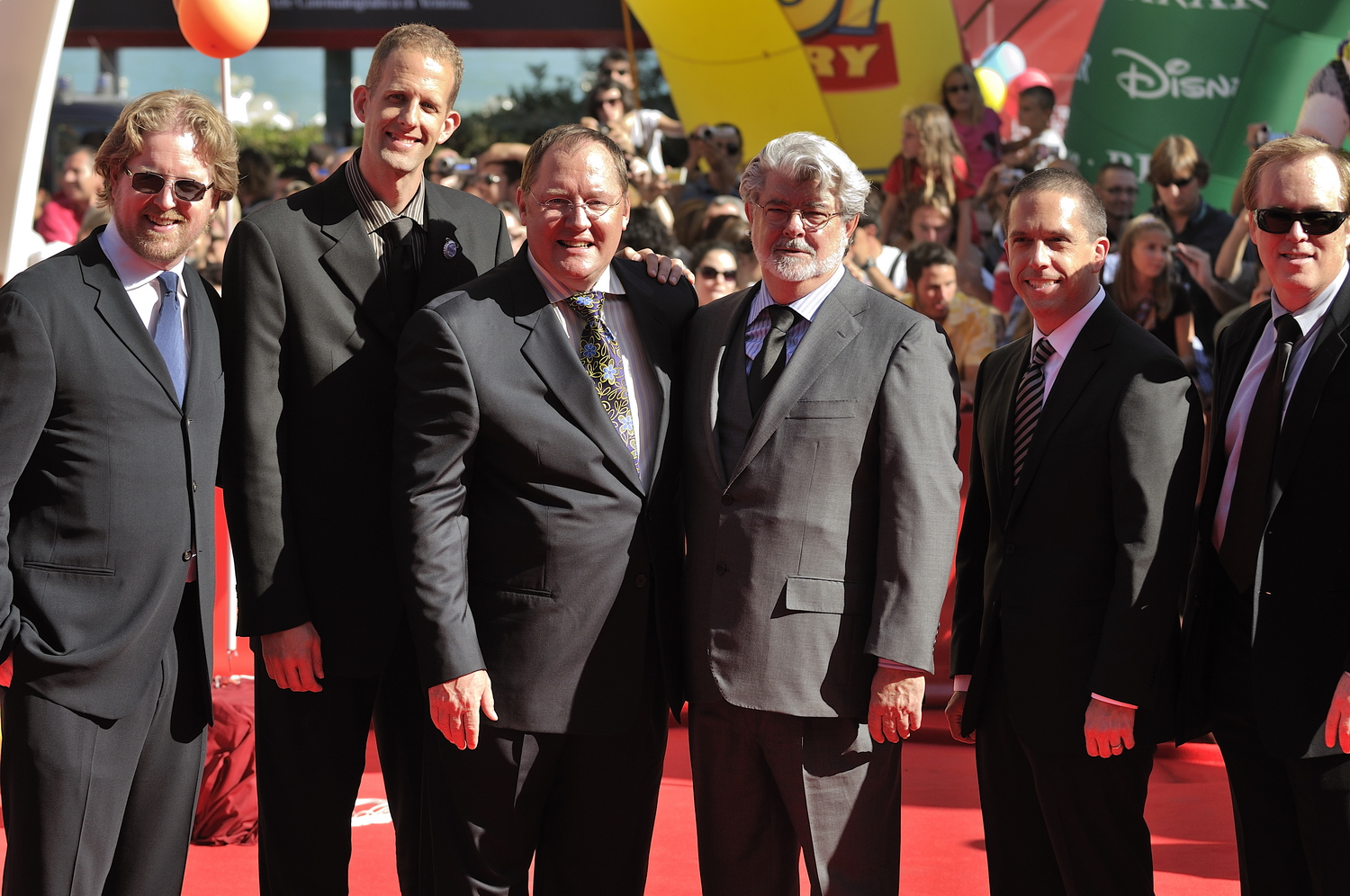
Docter bei der Vergabe des Goldenen Löwen mit (von li. nach re.) Andrew Stanton, John Lasseter, Laudator George Lucas, Lee Unkrich und Brad Bird

- 1996: nominiert in der Kategorie Bestes Originaldrehbuch für Toy Story
- 2002: nominiert in der Kategorie Bester animierter Spielfilm für Die Monster AG
- 2003: nominiert in der Kategorie Bester animierter Kurzfilm für Mike’s New Car
- 2009: nominiert in der Kategorie Bestes Originaldrehbuch für WALL·E
- 2010: Bester animierter Spielfilm und nominiert in der Kategorie Bestes Originaldrehbuch für Oben
- 2016: Bester animierter Spielfilm für Alles steht Kopf
- 2021: Bester animierter Spielfilm für Soul

BAFTA Award
- 2002: BAFTA Children’s Award in der Kategorie Bester Spielfilm für Die Monster AG
- 2010: Bester animierter Spielfilm und nominiert in der Kategorie Bestes Originaldrehbuch für Oben
- 2016: Bester animierter Flm und nominiert in der Kategorie Bestes Originaldrehbuch für Alles steht Kopf
- 2021: Bester animierter Langfilm für Soul

Weitere
Annie Award
- 1996: Beste individuelle Leistung – Animation für Toy Story
- 2000: Bestes Drehbuch für Toy Story 2
- 2003: nominiert in der Kategorie Beste Regie für Die Monster AG
- 2010: Beste Regie und nominiert in der Kategorie Bestes Drehbuch für Oben
- 2016: Beste Regie und Bestes Drehbuch für Alles steht Kopf
- 2021: Bestes Langfilm-Drehbuch und nominiert für Beste Langfilm-Regie für Soul

Broadcast Film Critics Association
- 2010: nominiert in der Kategorie Bestes Originaldrehbuch für Oben

Hochi Film Award
- 2002: Bester fremdsprachiger Film für Die Monster AG

Nebula Award
- 2008: Best Script (Bestes Drehbuch) für WALL·E – Der Letzte räumt die Erde auf (mit Jim Reardon und Andrew Stanton)

Online Film Critics Society Awards
- 2000: nominiert in der Kategorie Bestes Originaldrehbuch für Toy Story 2
- 2015: nominiert in der Kategorie Bestes Originaldrehbuch für Alles steht Kopf

Phoenix Film Critics Society
- 2009: Bestes Originaldrehbuch für Oben
- 2015: Bestes Originaldrehbuch für Alles steht Kopf

Robert
- 2010: Bester amerikanischer Film für Oben

Satellite Awards
- 2009: nominiert in der Kategorie Bestes Originaldrehbuch für Oben
- 2016: nominiert in der Kategorie Bestes Originaldrehbuch für Alles stegt Kopf
- 2021: nominiert in der Kategorie Bestes Originaldrehbuch für Soul

Internationale Filmfestspiele von Venedig
- 2009: Goldener Löwe für sein Lebenswerk

Visual Effects Society Award
- 2010: Beste Animation in einem animierten Langfilm für Oben
- 2021: Beste Animation in einem animierten Langfilm für Soul

Washington DC Area Film Critics Association
- 2009: nominiert in der Kategorie Bestes Originaldrehbuch für Oben
- 2015: Bestes Originaldrehbuch für Alles steht Kopf